# Twierdza w Prizrenie
 Twierdza w Prizrenie (alb. Kaleja e Prizrenit) – twierdza założona około V wieku w Prizrenie w Kosowie, rozbudowana w średniowieczu (XIV wiek) oraz wiekach późniejszych, zachowana w stanie ruiny, częściowo zrekonstruowana.

## Historia
Badania archeologiczne prowadzone na początku XXI wieku wykazały, że teren twierdzy był zamieszkany w epoce brązu i we wczesnej epoce żelaza. Twierdza powstała około V wieku. Pierwsza wzmianka o budowli pod nazwą Petrizen pojawia się w dziele O budowlach (De aedificiis) autorstwa Prokopiusza z Cezarei. Pojawia się także w źródle pisanym z XI wieku. Rozbudowywano ją w czasach rzymskich, bizantyjskich, dynastii Nemaniczów (głównie w XIV wieku) i tureckich (osmańskich). Za panowania cara Stefana Urosza IV Duszana wzniesiono m.in. południową wieżę. Badania archeologiczne przeprowadzone w 1969 oraz 2004 roku wykazały, że twierdza obejmowała wieże, koszary, labirynty i magazyny. Za czasów osmańskich dobudowano hammam, meczet oraz dodatkową infrastrukturę obronną. Budownictwo z tego okresu podzielono na 5 faz, z czego największa rozbudowa przypadła na XVII wiek. Obiekt należał do bogatej rodziny Rotlayów w XIX wieku był wykorzystywany jako forteca do 1912 roku. Następnie uległ stopniowej degradacji.
Podczas XX-wiecznych wojen bałkańskich twierdza została zaminowana, została jednak rozminowana do 2007 roku. Obiekt został wpisany do rejestru zabytków w 1948 roku (nr rej. RZ-1585/48). Z oryginalnej twierdzy zachowało się niewiele, lecz była ona poddawana rekonstrukcji w latach 2008-2010. Twierdza stanowi doskonały punkt widokowy na miasto i okoliczne góry, co stanowi jej główny atut turystyczny.

## Architektura
Twierdza znajduje we wschodniej części miasta, na wzgórzu, na wychodni skalnej i składa się z 3 części: fortecy wyższej, niższej oraz południowej. Ma nieregularny kształt, dostosowany do geometrii terenu. W jej obrębie założono także cmentarz.
Zachowały się głównie rozciągające się na planie owalu mury obronne położone zgodnie z warstwicami. Nieregularna elipsa obwarowań ma wymiary około 150 na 190 m. Wejście główne znajdowało się w obrębie zachodnich murów.

## Galeria

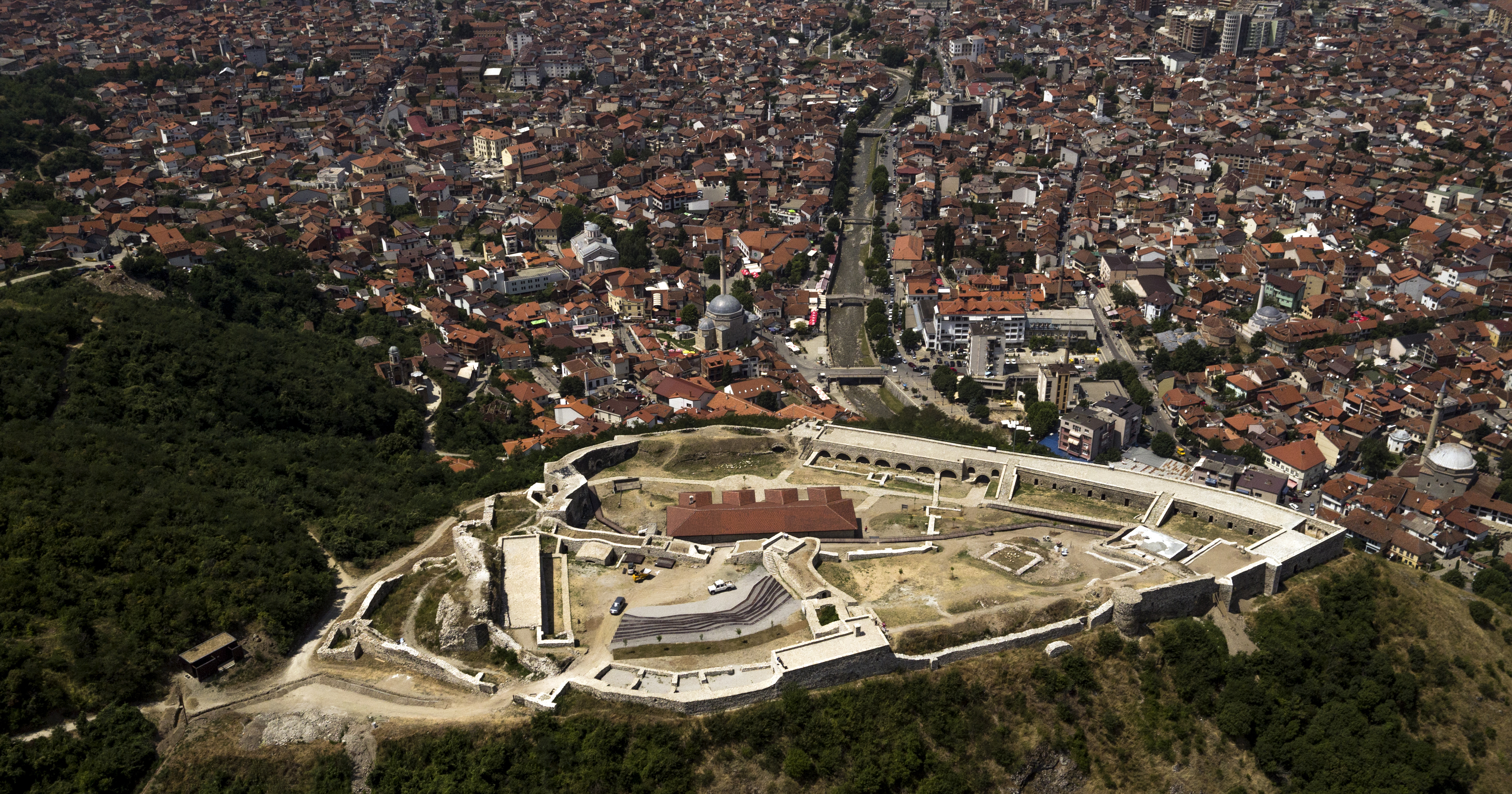
Widok z lotu ptaka (2017)
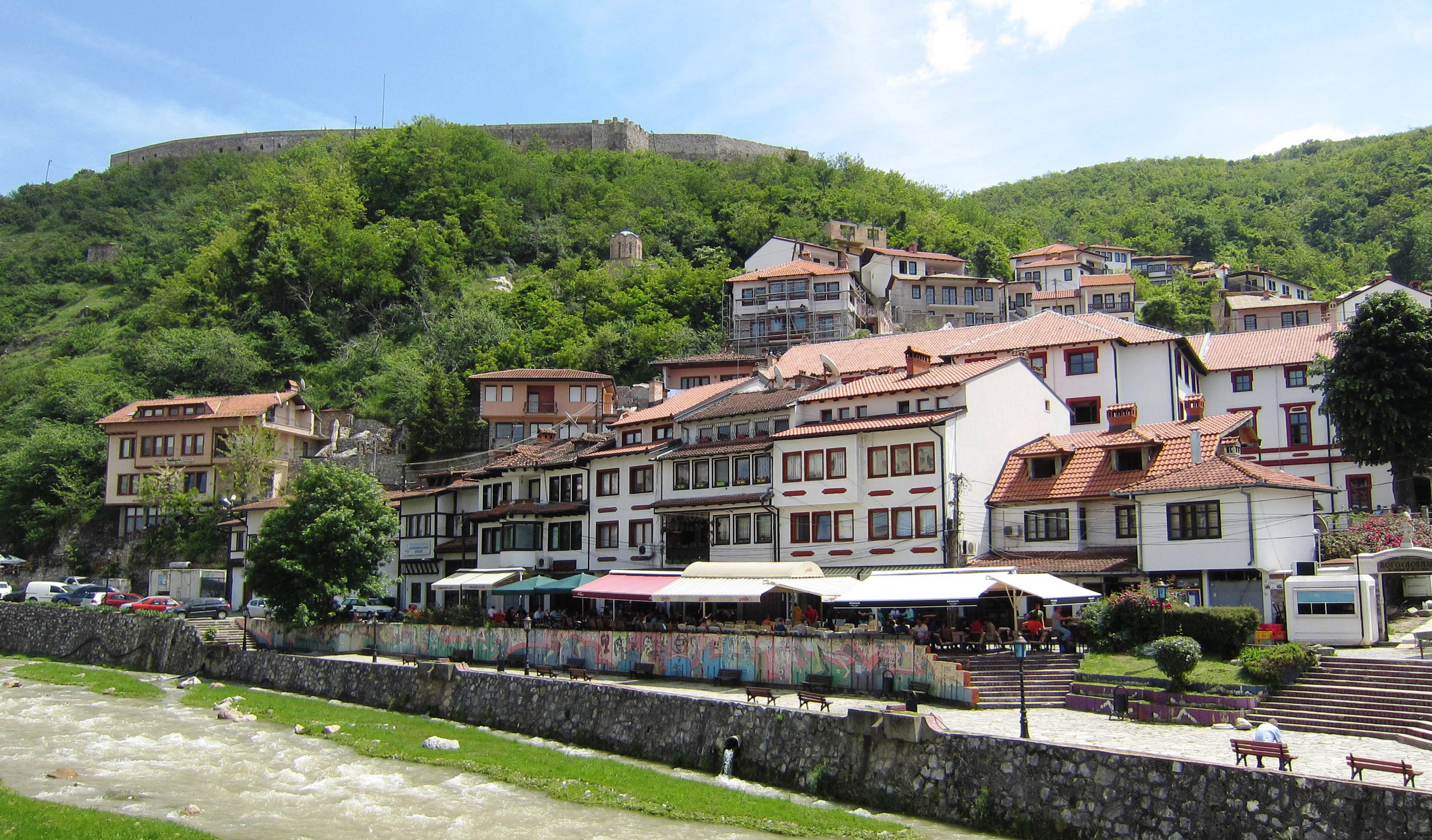
Twierdza ponad miastem (2011)
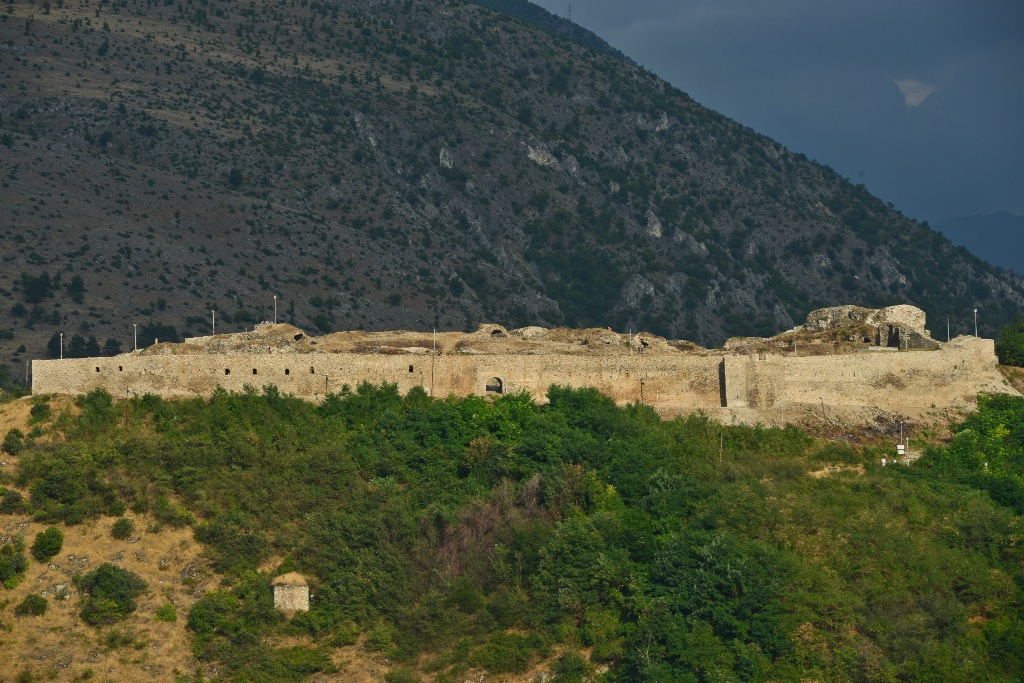
Mury obronne (2016)
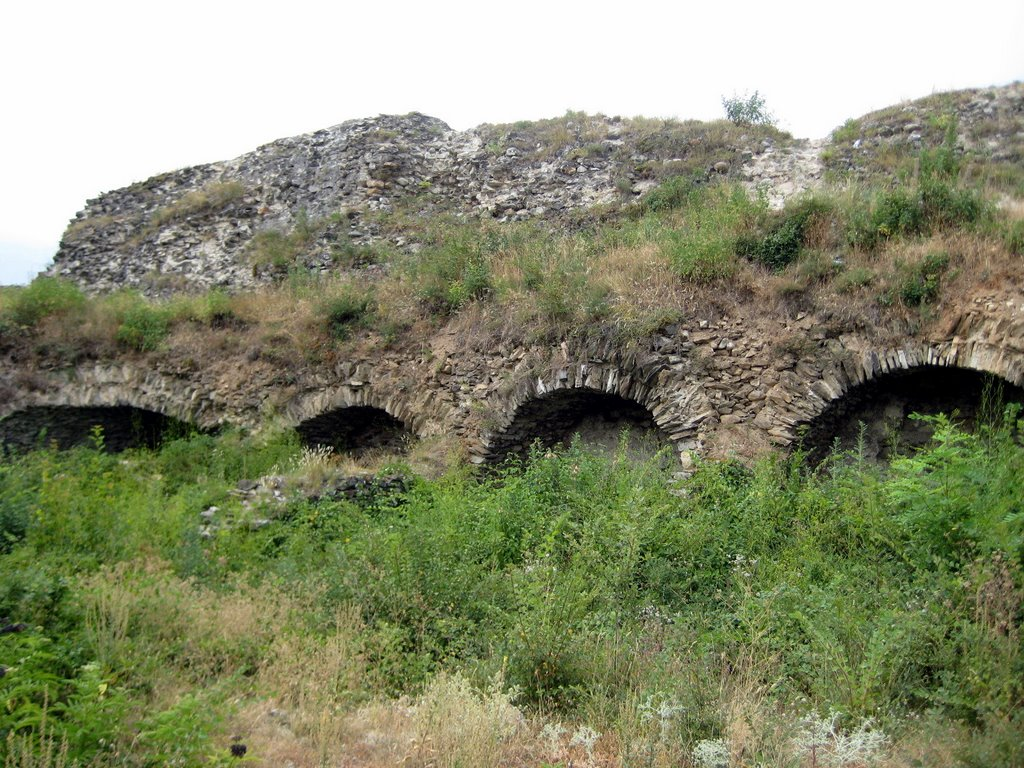
Fragment murów (2009)
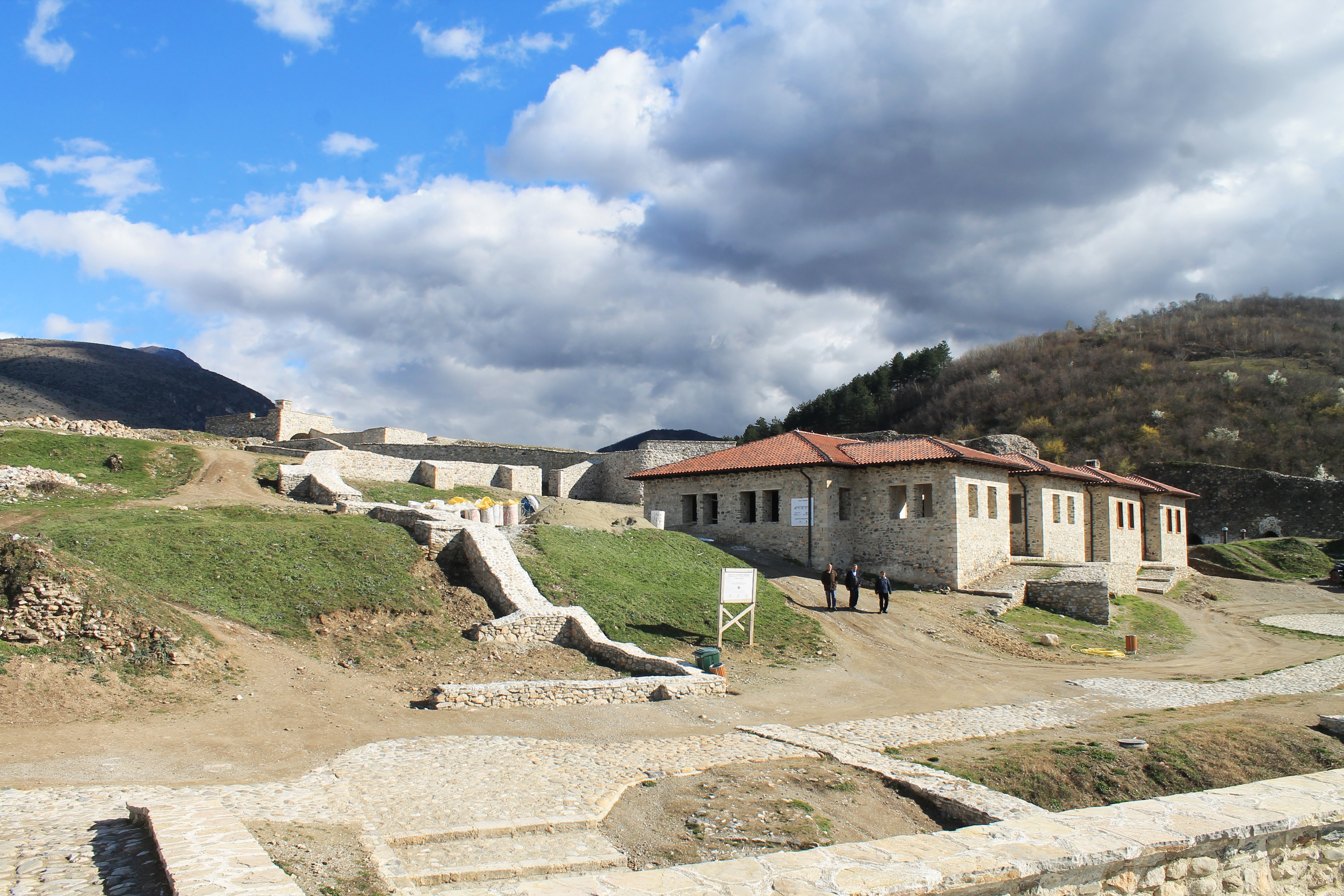
Górna część twierdzy (2016)
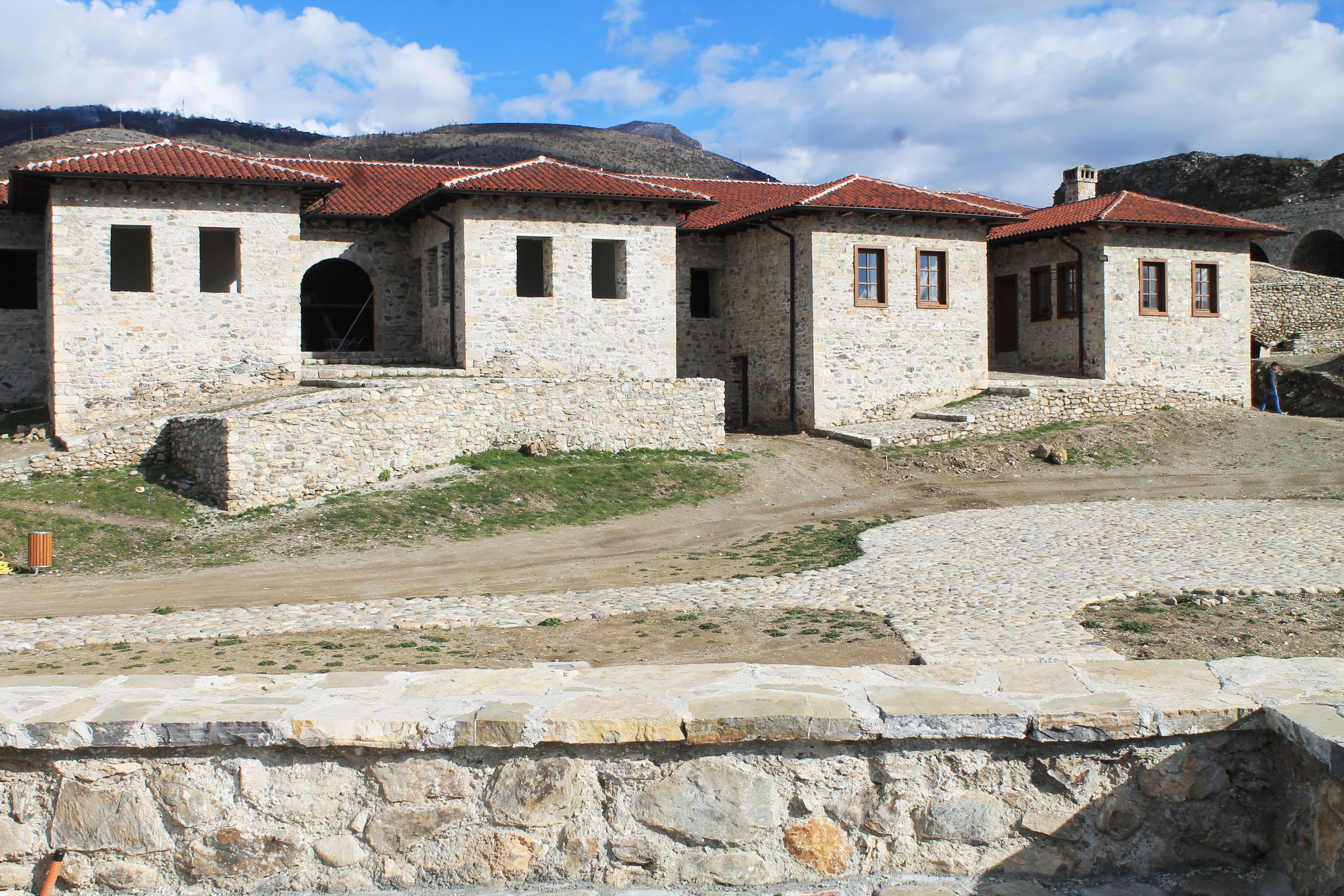
Zrekonstruowany budynek (2016)
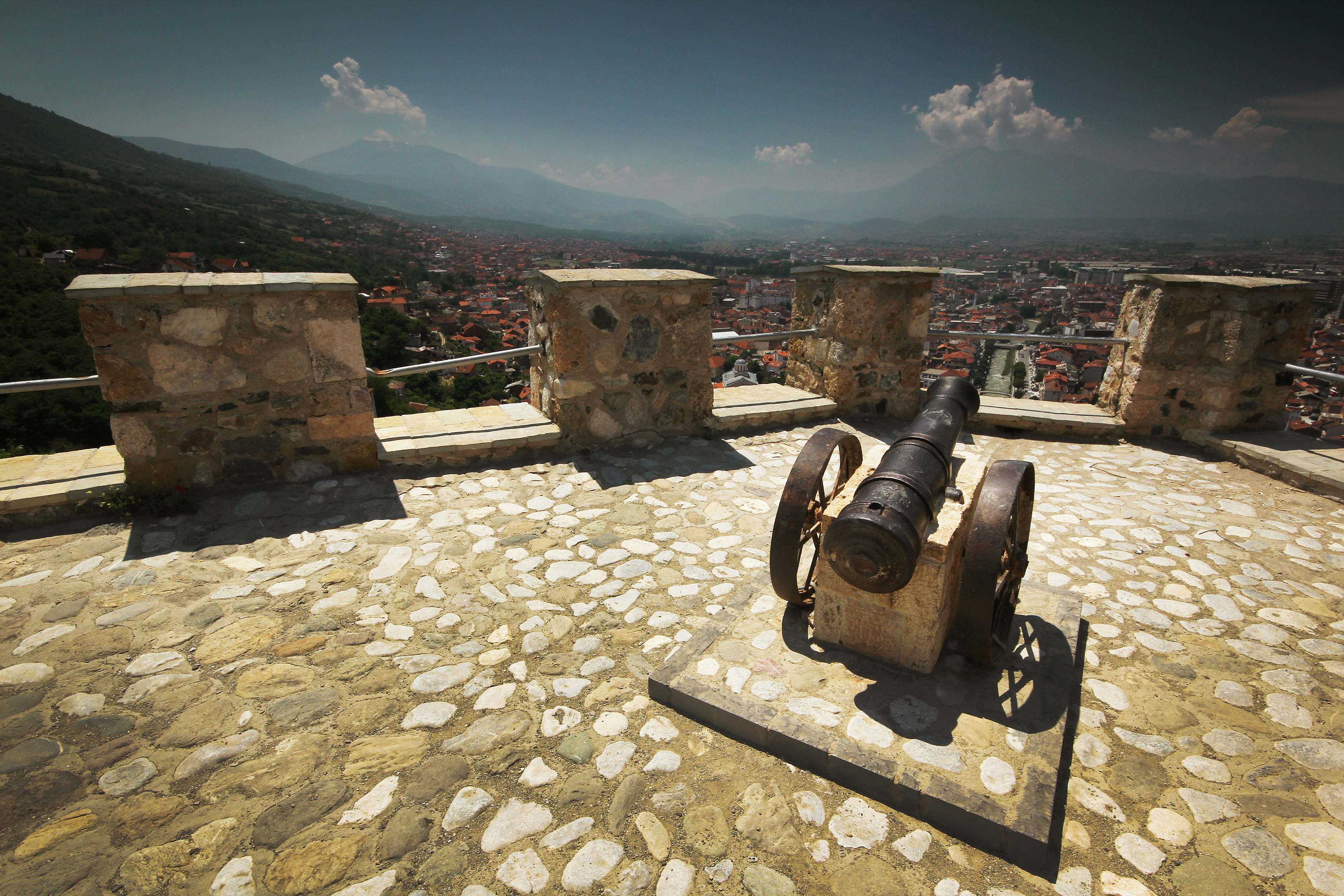
Armata w zrekonstruowanej części (2016)